# Jahači magle
Jahači magle – trzeci studyjny album serbskiego zespołu Bajaga i instruktori, wydany 5 sierpnia 1986 roku nakładem wytwórni PGP-RTB. Nagrań dokonano w Studio V PGP-RTB w Belgradzie. W 1998 album został sklasyfikowany na 58. miejscu listy 100 najlepszych rockowych i popowych albumów wydanych w byłej Jugosławii, opublikowanej w książce YU 100: najbolji albumi jugoslovenske rok i pop muzike (YU 100: najlepsze albumy jugosłowiańskiej rock i pop muzyki).

## Inne informacje
Piosenka Samo nam je ljubav potrebna zawiera zapożyczenie z utworu All You Need Is Love zespołu The Beatles.

## Lista utworów
| Nr | Tytuł utworu                  | Słowa                  | Muzyka                 | Długość |
| -- | ----------------------------- | ---------------------- | ---------------------- | ------- |
| 1. | „Ja mislim trista na sat”     | Momčilo Bajagić Bajaga | Momčilo Bajagić Bajaga | 4:39    |
| 2. | „Kao ne zna da je gotivim”    | Momčilo Bajagić Bajaga | Momčilo Bajagić Bajaga | 3:44    |
| 3. | „Gde stiže moje sećanje”      | Momčilo Bajagić Bajaga | Momčilo Bajagić Bajaga | 4:27    |
| 4. | „Red i mir”                   | Momčilo Bajagić Bajaga | Momčilo Bajagić Bajaga | 2:55    |
| 5. | „Rimljani”                    | Momčilo Bajagić Bajaga | Momčilo Bajagić Bajaga | 4:08    |
| 6. | „Samo nam je ljubav potrebna” | Momčilo Bajagić Bajaga | Živorad Milenković     | 3:57    |
| 7. | „Strah od vozova”             | Momčilo Bajagić Bajaga | Momčilo Bajagić Bajaga | 5:33    |
| 8. | „Bam, bam, bam”               | Momčilo Bajagić Bajaga | Momčilo Bajagić Bajaga | 5:07    |
| 9. | „442 do Beograda”             | Momčilo Bajagić Bajaga | Momčilo Bajagić Bajaga | 4:40    |
|    |                               |                        |                        | 39:10   |

## Twórcy
- Momčilo Bajagić Bajaga – śpiew, gitary, aranżacje (piosenki 1-4, 6-9)
- Dejan Cukić – śpiew, perkusja
- Žika Milenković – śpiew, gitary
- Miroslav Cvetković – wokal wspierający, gitara basowa
- Nenad Stamatović – gitary
- Saša Lokner – instrumenty klawiszowe
- Vladimir Golubović – perkusja, aranżacje (piosenki 1-4, 6-9)
- Slobodan Božanić – gitara basowa bezprogowa
- Nenad Petrović – saksofon
- Goran Grbić – trąbka
- Jane Parđovski – gitary (piosenka 2)
- Vlada Negovanović – gitary (piosenki 3, 8)
- Rajko Kojić, Dušan Bezuha – gitary (piosenka 7)
- Nenad Stefanović – gitara basowa (piosenka 2)
- Đorđe Petrović – wokal wspierający (piosenka 5), instrumenty klawiszowe (piosenka 5)
- Josipa Lisac – wokal wspierający (piosenka 1)
- Nera – wokal wspierający (piosenki 2, 4)
- Saša Habić – produkcja muzyczna
- Kornelije Kovač – aranżacje (piosenka 5)
- Radovan Hiršl – opracowanie graficzne
- Zorica Bajin - Đukanović – fotografie[1]